# 库里蒂巴

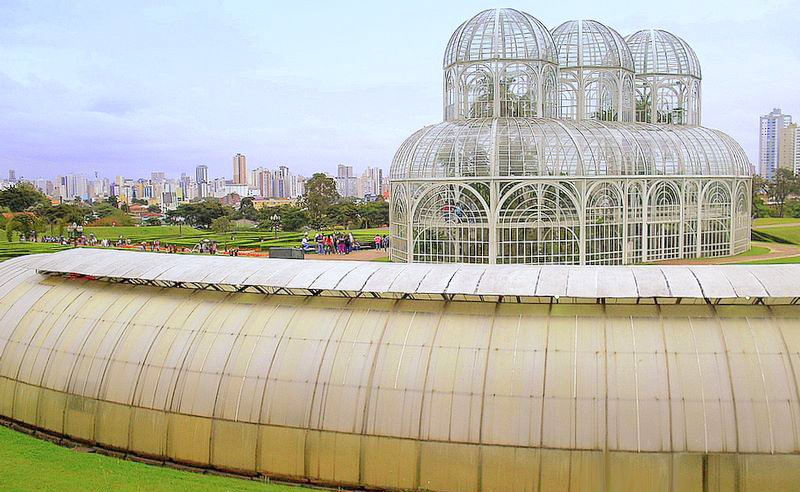
庫里奇巴植物園

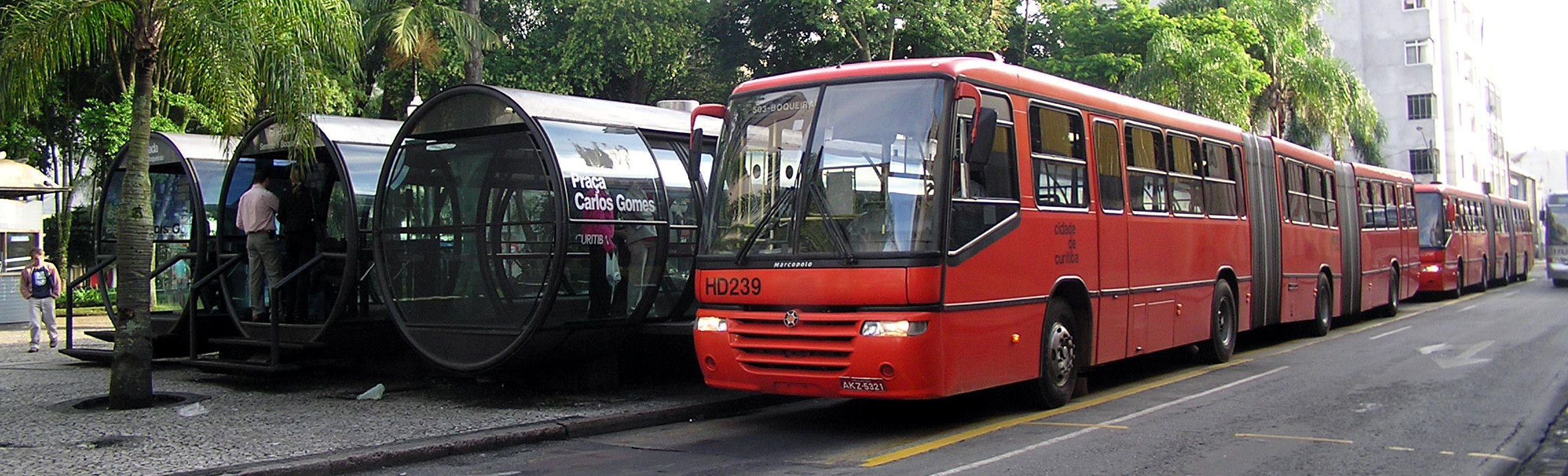
公車捷運系統鼻祖ー庫里奇巴RIT

库里蒂巴（葡萄牙語：Curitiba，葡萄牙語發音：[kuɾiˈtʃibɐ]），位於巴拉那州，是巴西第七大城市，人口數約一百七十五萬。庫里奇巴獲得2010年全球可持續城市獎，是巴西南部重要的城市之一。此外，庫里奇巴是公車捷運系統（BRT, Bus Rapid Transit）的發源地。

## 外部連結
- 维基共享资源上的相關多媒體資源：库里蒂巴
- （葡萄牙文）市政府網站 （页面存档备份，存于）
- OpenStreetMap上有關库里蒂巴的地理